# 中世纪：全面战争
《中世纪：全面战争》是全面战争系列的第二部作品，背景设定为中世纪。
《中世纪：全面战争》目的着重于在中世纪的欧洲、北非和中东建立一个帝国。
遵循與幕府將軍：全面戰爭類似的遊戲形式，玩家在歐洲、北非和中東建立了一個王朝帝國，跨越1087年至1453年。遊戲玩法兼具戰略性和戰術性，戰略輪番上演—— 基於各省級別的時尚，而不同類型和能力的軍事單位在3D戰場上實時戰鬥。
中世紀：全面戰爭獲得評論家的好評； 一些評論家稱讚它是遊戲的里程碑。 實時戰鬥因其真實性和攻城戰的新特點而受到稱讚，但在單位管理方面也受到了一些批評，戰略部分的深度和復雜性也得到了審稿人的好評，同時具有很好的綜合歷史準確性。 該遊戲在商業上取得了成功，一經發布便登上了英國電子遊戲排行榜的榜首。

## 资料片
- 维京入侵（维京入侵）：2003年1月7日发售。

## 评价
根据评价网站Metacritic的反馈，本游戏收到赞誉。
創意大會於 2003 年 1 月 7 日宣布開發擴展包，中世紀：全面戰爭 - 維京入侵。維京入侵擴展包增加了從793到1066年的維京戰役，設置在不列顛群島的擴展地圖和西斯堪的納維亞半島。該戰役用早期的盎格魯-撒克遜和凱爾特王國（如威塞克斯、麥西亞、威爾士和蘇格蘭）以及維京人取代了原來的派系。維京派系旨在突襲不列顛群島；為了實現這一點，該派係可以使用更快的船隻，並從戰斗地圖上摧毀的每座建築物中獲得金錢。盎格魯-撒克遜和凱爾特派系的目標是擊退維京人並最終控制不列顛群島。擴展包中包含了新的歷史單位，例如 huskarls。中世紀：全面戰爭：維京入侵帶來了幾項增強功能，這些增強功能也被添加到原始戰役中：燃燒的彈藥讓玩家可以選擇點燃敵人的城堡，以及戰前部署屏幕，讓玩家可以組織他們的部隊並查看戰鬥開始前的地形和敵軍。此外，三個新派係被添加到主要的中世紀：全面戰爭戰役中，以及ribauldequin火砲和遊戲補丁。該擴展包於2003年5月7日在美國發布，5月9日在英國發布。
遊戲發行商動視製作了中世紀：全面戰爭和中世紀：全面戰爭：維京入侵的組合，稱為中世紀：全面戰爭戰鬥合集，於2004年1月7日發布。中世紀：全面戰爭合集包含這兩款遊戲，補丁最新版本及其手冊。 2006 年 6 月 30 日，接手該系列出版的世嘉公司發布了全面戰爭系列的收藏版，名為《全面戰爭：時代》。該版本包括《幕府將軍：全面戰爭》、《中世紀：全面戰爭》和《羅馬：全面戰爭》的補丁版本，以及它們的擴展包、一部詳細介紹遊戲系列創作的紀錄片和《全面戰爭》紀念品。
據Metacritic稱，《維京入侵》獲得了“好評”，儘管略低於最初的《中世紀：全面戰爭》。評論家認為維京人的新遊戲功能是擴展包最重要的增強功能，Eurogamer稱讚維京人的突襲系統修復了“原始中世紀缺乏”的東西。 ActionTrip稱讚新戰役對玩家來說是一個挑戰：“即使在正常難度設置下，維京入侵也是一款非常具有挑戰性的遊戲”，其他評論家也有同樣的看法。戰前畫面得到了GameSpot的好評，稱其為“好用的新功能”。 GameSpot還讚揚了原始戰役的新增內容，稱它們“讓圍城戰變得更有趣”。 《中世紀：全面戰爭 - 維京入侵》的主要批評是畫面，ActionTrip和Eurogamer都表示他們“開始感覺有點搖搖晃晃”。 GameSpot 認為缺乏新的多人遊戲選項是“不幸的”，並提到“多人戰役選項將是一個很棒的新功能”。總體而言，該擴展受到業內評論家的好評。 IGN最後說粉絲“不會對維京入侵感到失望”，而 Actiontrip 則結束了陳述； “圖形開始看起來很舊”，但挑戰使擴展“值得”。 GameSpot的評論最後說“總的來說，這個資料片是對中世紀的一個很好的補充”，Eurogamer最後稱讚了它對《中世紀：全面戰爭》的補充：“它是一個真正優秀遊戲的有價值的資料片”。
Computer Gaming World的編輯將維京入侵提名為2003年“年度擴展包”獎，但它輸給了《戰地1942：二戰的秘密武器》。它也是《電腦遊戲》雜誌“年度擴展”獎的亞軍，最終授予了《無盡的任務：諾拉斯的失落地下城》。